# Santa Ana de Pusa
Santa Ana de Pusa é um município da Espanha na província de Toledo, comunidade autónoma de Castilla-La Mancha, de área 19 km² com população de 411 habitantes (2006) e densidade populacional de 20,64 hab/km².

## Demografia
| Variação demográfica do município entre 1991 e 2004 | Variação demográfica do município entre 1991 e 2004 | Variação demográfica do município entre 1991 e 2004 | Variação demográfica do município entre 1991 e 2004 |
| --------------------------------------------------- | --------------------------------------------------- | --------------------------------------------------- | --------------------------------------------------- |
| 1991                                                | 1996                                                | 2001                                                | 2004                                                |
| 417                                                 | 387                                                 | 363                                                 | 401                                                 |